# Molippa bertrandoides
Molippa bertrandoides is een vlinder uit de familie nachtpauwogen (Saturniidae), onderfamilie Hemileucinae.
De wetenschappelijke naam van de soort is voor het eerst geldig gepubliceerd door Brechlin & Meister in 2008.